# Liste der Bodendenkmäler im Huckelheimer Wald
Auf dieser Seite sind die Bodendenkmäler in dem unterfränkischen gemeindefreien Gebiet Huckelheimer Wald zusammengestellt. Diese Tabelle ist eine Teilliste der Liste der Bodendenkmäler in Bayern. Grundlage ist die Bayerische Denkmalliste, die auf Basis des Bayerischen Denkmalschutzgesetzes vom 1. Oktober 1973 erstmals erstellt wurde und seither durch das Bayerische Landesamt für Denkmalpflege geführt wird. Die folgenden Angaben ersetzen nicht die rechtsverbindliche Auskunft der Denkmalschutzbehörde.

## Bodendenkmäler im Huckelheimer Wald
| Lage       | Objekt                                                    | Akten-Nr.     | Bild |
| ---------- | --------------------------------------------------------- | ------------- | ---- |
| (Standort) | Bergbaupinge des späten Mittelalters oder der Neuzeit     | D-6-5821-0022 |      |
| (Standort) | Bergbaupinge des späten Mittelalters oder der Neuzeit     | D-6-5821-0021 |      |
| (Standort) | Glashütte des späten Mittelalters oder der frühen Neuzeit | D-6-5821-0016 |      |
| (Standort) | Spätmittelalterliche bis frühneuzeitliche Landwehr        | D-6-5821-0009 |      |